# Lucifugum
Lucifugum е украинска блек метъл група, създадена през 1995 г. в Житомир от поета-композитор Игорь Наумчук (Khlyst), китарист/басиста Дмитро Дзятко (Bal-a-Myth) и вокалиста Сергей Перетятько (Faunus). Faunus напуска групата през 2001, а Bal-a-Myth умира в съня си през 2002. През 2004 Khlyst се мести в Миколаив, за да продължи дейността си с Lucifugum и звукозаписната си компания Propaganda заедно със съругата си Елена (Stabaath). Vector33 е първият им албум, в който тя взима участие. Елена е завършила музикалното училище в Миколаив през 90-те на 1-во място по пиано. Игор имал връзка с друга украинска група, Nokturnal Mortum, които посвещават албума си To the gates of Blasphemous fire на него, но поради различия в интересите двете групи вече не поддържат връзка. От 2014 Khlyst изпълнява длъжността на вокалист вместо Stabaath заради проблеми с гласа ѝ.

## Състав
Текущ състав:
- Khlyst (Игорь Наумчук) – вокал (2014-), поезия (1995-), барабани (2008-)
- Stabaath (Елена Наумчук) – вокал (2004 – 2014), китара, бас китара, киборд (2004-)

Предишни членове:
- Bal-a-Myth – китара, бас китара (1995 – 2002, починал 2002)
- Faunus – вокал (1995 – 2001)

Сесийни музиканти:
- Knjaz Varggoth (Nokturnal Mortum) – бас китара (1997)
- Saturious (Nokturnal Mortum) – клавири (1996 – 2000)
- Роман Саенко (Drudkh) – вокал (2002)
- Lutomysl – вокал, китара, бас китара (2003)
- Munruthel (Nokturnal Mortum) – барабани (1999)
- Amorth (Drudkh, Astrofaes) – барабани (2003 – 2005)
- Yuriy Sinitsky (Drudkh) – барабани (2001 – 2007)

## Дискография
Албуми:
- Нахристихрящях (On the Sortilage of Christianity) – 1999
- На крючья да в клочья! (On Hooks to Pieces!) – 2000
- ...а колесо всё cкрипит... (...and the Wheel Keeps Crunching...) – 2001
- Клеймо эгоизма (Stigma Egoism) – 2002
- ...Back to Chopped Down Roots – 2003
- Социопат: Философия цинизма (Sociopath: Philosophy Cynicism) – 2003
- Vector33 – 2005
- The Supreme Art of Genocide – 2005
- Involtation – 2006
- Sectane Satani – 2007
- Acme Adeptum – 2008
- Xa Heresy – 2010
- Od Omut Serpenti – 2012
- Sublimessiah – 2014
- Agonia Agnosti – 2016
- Infernalistica – 2018
- Tri nity limb ritual – 2020

EP-та:
- Antidogmatic – 2003

Демота:
- The Kingdom Sorrow... Behind the Northern Wind – 1995
- Gates of Nocticula – 1996
- Path of Wolf – 1996
- Сквозь равнодушное небо (Through the Indifferent Sky) – 1997